# جوزيف آبادي
جوزيف آبادي (بالفرنسية: Joseph Abadie)‏‏ (15 ديسمبر 1873 - 1934) هو طبيب أعصاب فرنسي، يُعرف لتوصيفه علامة آبادي في التابس الظهري.

## حياته
وُلد جوزيف لويس إيرينه جان آبادي (بالفرنسية: Joseph Louis Irénée Jean Abadie)‏ بتاريخ 15 ديسمبر/كانون الأول 1873 م في مدينة تارب ضمن مقاطعة هاوتس-بيرينيه في فرنسا. درس الطب في جامعة بوردو، وتخرج منها عام 1900 م. أصبح في عام 1918 م أستاذًا لطب الأعصاب والطب النفسي في بوردو. تضمن عمله دراسة التابس الظهري والكحولية.

## وفاته
تُوفي عام 1934 ميلاديًا.

## روابط خارجية
- Joseph Louis Irenée Jean Abadie على قاموس من سمى هذا؟